# فاطمة الجابر
فاطمة عبيد الجابر رئيسة الهيئة التنفيذية لمجلس سيدات أعمال أبوظبي والمسئولة التنفيذية للعمليات في مجموعة الجابر، التي تعتبر إحدى أكبر شركات الإنشاءات في الإمارات العربية المتحدة. وهي قيادية بارزة في مجال الصناعة في منطقة الخليج العربي، كما عملت فاطمة الجابر سابقا في مختلف الوظائف الفنية والإدارية مع حكومة أبوظبي. وهي صاحبة باع طويل في مجال مساعدة المرأة للنجاح بعالم الأعمال.

## مسيرة النجاح
درست فاطمة الجابر الهندسة المعمارية في جامعة الإمارات العربية المتحدة وتخرجت في عام 1987، ثم عملت في إحدى الوظائف الحكومية في الفترة من 1988 وحتى 2005.وقد شغلت خلال تلك الفترة العديد من المناصب مثل وكيل مساعد دائرة مشاريع البناء في بلدية أبوظبي ثم وكيل مساعد الخدمات التقنية في دائرة الأشغال العامة في أبو ظبي.
وقد تركت بعد ذلك العمل الحكومي قائلة «‘إنه الوقت المناسب للعمل في القطاع الخاص، خاصة في ظل مجمل التغييرات في الحكومة الجديدة والكثير من التطورات حيث ليس لدى الحكومة الآن الرغبة في إقامة أية مشاريع وإنها توكل ذلك إلى القطاع الخاص».
ثم قامت بعد ذلك بالعمل في شركة الجابر المملوكة لوالدها، وبفضل الإدارة الجيدة وتطور المشاريع في أبوظبي توسعت ونمت تلك الشركة.
ومع مرور الأعوام، توسعت شركة الجابر لتصبح مجموعة شركات ضخمة تعمل في مجال الإنشاءات. وقد جعل هذا التطور فاطمة الجابر اسم لامع في مجال الاقتصاد الإماراتي. ويبرز ذلك من خلال ضخامة شركة الجابر المؤلفة من 30 فرعًا. منها شركة الجابر للهندسة والمقاولات ALEC، والجابر لخدمات الطاقة، والجابر للنقل والمقاولات العامة، والجابر لشق الأنفاق والأعمال الميكانيكية.

## تشجيع سيدات الأعمال
كان لفاطمة الجابر الباع الطويل في مجال تمكين المرأة وتشجيع سيدات الأعمال من صاحبات الأعمال الصغيرة على النهوض بأعمالهنّ وتحقيق النجاح. وتبنت العديد من القضايا المتعلقة بالارتقاء بواقع المرأة.
وتقول فاطمة الجابر خلال خطابها في أحد المؤتمرات: «إن المرأة أصبحت مساهما أساسيا في مسيرة التنمية التي تشهدها إمارة أبوظبي حيث تشغل 14.5% من إجمالي قوة العمل و18.5% من قوة العمل المواطنة».
ترأس فاطمة الجابر مجلس سيدات أعمال أبوظبي الذي يضم نحو 5400 سيدة، وتحاول جاهدة إثبات تواجدهن في المنظومة الاقتصادية عبر رعاية المعارض وتقديم المشروعات التي تفيدهنّ مثل مشروع (مبدعة) للعمل من المنزل وغيرها من المشاريع التي تعمل على إدماج المرأة في المشاركة بمجالات العمل المختلفة وتعزيز دورهن الاقتصادي في الحياة العامة.

## الجوائز والانجازات
حصلت فاطمة الجابر على العديد والجوائز والأوسمة من جهات مختلفة. وقد حصلت في عام 2008 على جائزة (امرأة العام) ضمن جوائز أرابيان بيزنس لأفضل الإنجازات والشخصيات لعام 2008.
وفي العام 2010 كانت أول إماراتية تنتخب في مجلس إدراة غرفة أبوظبي للتجارة والصناعة، كما حصلت أيضا في نفس العام على جائزة (امرأة الأعمال الإنشائية) وذلك ضمن جوائز سيتي بيلد أبوظبي للتميز نظرا لاسهاماتها المتميزة في مجال الإنشاءات.
كما اختارتها مجلة فوربس – الشرق الأوسط في المركز الخامس في قائمة أقوى 100 امرأة عربية عام 2012، كما احتلت في نفس العام الترتيب السابع ضمن قائمة أكثر نساء الأعمال تأثيرا في العالم العربي في مجلة CEO على الرغم من التحديات التي تواجهها المرأة في العمل في مجال الاقتصاد.
وفي العام 2012، حصلت أيضا على جائزة (الزميل المتميز) التي تعد من أرفع الأوسمة من معهد المديرين في الهند.